# Венслінген
Венслінген (нім. Wenslingen) — громада  в Швейцарії в кантоні Базель-Ланд, округ Зіссах.

## Географія
Громада розташована на відстані близько 65 км на північний схід від Берна, 15 км на схід від Лісталя.
Венслінген має площу 5,9 км², з яких на 6,6% дозволяється будівництво (житлове та будівництво доріг), 62,9% використовуються в сільськогосподарських цілях, 30,3% зайнято лісами, 0,2% не є продуктивними (річки, льодовики або гори).

## Демографія
2019 року в громаді мешкало 706 осіб (+3,1% порівняно з 2010 роком), іноземців було 7,2%. Густота населення становила 119 осіб/км².
За віковим діапазоном населення розподілялося таким чином: 19,1% — особи молодші 20 років, 56,5% — особи у віці 20—64 років, 24,4% — особи у віці 65 років та старші. Було 307 помешкань (у середньому 2,3 особи в помешканні).
Із загальної кількості 180 працюючих 30 було зайнятих в первинному секторі, 26 — в обробній промисловості, 124 — в галузі послуг.